# جون روغان
جون روغان (بالإنجليزية: John Rogan)‏ هو ممثل أيرلندي، ولد في 1938 في جمهورية أيرلندا، وتوفي في 19 مارس 2017 بلندن في المملكة المتحدة.

## وصلات خارجية
- جون روغان على موقع IMDb (الإنجليزية)
- جون روغان على موقع ألو سيني (الفرنسية)
- جون روغان على موقع ميوزك برينز (الإنجليزية)
- جون روغان على موقع أول موفي (الإنجليزية)
- جون روغان على موقع قاعدة بيانات برودواي على الإنترنت (الإنجليزية)
- جون روغان على موقع قاعدة بيانات الأفلام السويدية (السويدية)
- جون روغان على موقع قاعدة بيانات الفيلم (الإنجليزية)
- جون روغان على موقع كينوبويسك (الروسية)